# Aziareczcza
Aziareczcza (biał. Азярэчча; ros. Озеречье; do 1994 Kleck-2, biał. Клецк-2, ros. Клецк-2) – osiedle wojskowe na Białorusi, w obwodzie mińskim, w rejonie kleckim, w sielsowiecie Hołynka.
Aziareczcza powstała pod koniec lat 80. XX w. Jest to osiedle przy rosyjskiej stacji radarowej Wołga. Radiolokator ten działa od 2003 i ma za zadanie wykrywanie rakiet balistycznych, namierzanie łodzi podwodnych na północnym Oceanie Atlantyckim i Morzu Norweskim oraz kontrolowanie obiektów kosmicznych.
Mieszkańcami Aziareczczy są personel wojskowy armii rosyjskiej oraz obywatele Białorusi, pracujący w jednostce wojskowej.